# تخدير متورم
التخدير المتورم أو المنتفخ Tumescent anesthesia هو تقنية جراحية لتوصيل التخدير الموضعي. كما أنه يجعل الأنسجة المستهدفة ثابتة ومنتفخة من الماء الممتص، مما يمكن أن يساعد في بعض الإجراءات. تم تصميمه في الأصل للاستخدام في شفط الدهون، ولكن تم تطبيقه منذ ذلك الحين على حالات جراحية أخرى، بما في ذلك الجراحة التجميلية والعناية بالحروق وجراحة الأوعية الدموية. إنها طريقة آمنة نسبيًا لتحقيق تخدير موضعي واسع النطاق للجلد والأنسجة تحت الجلد بجرعة إجمالية عالية ولكن خطر التسمم الجهازي منخفض.يؤدي التسلل تحت الجلد لكمية كبيرة من الليدوكائين والإيبينفرين المخففين جدًا إلى تورم الأنسجة المستهدفة وثباتها أو انتفاخها، ويسمح بإجراء إجراءات مؤلمة على المرضى دون تعريضهم للمخاطر الكامنة في التخدير العام، ومع تقليل فقدان الدم بسبب تضيق الأوعية الدموية الناجم عن الإبينفرين.